# 右领军卫
右领军卫，中国古代禁卫军指挥机构。唐朝十六卫之一。

## 历史
隋炀帝大业三年（607年）设右御卫，设右御卫大将军一人，正三品，总其府事；右御卫将军二人，从三品，佐大将军总府事，统诸鹰扬府府兵。又置护军四人，掌副贰将军，护军改虎贲郎将（武贲郎将），又置虎牙郎将（武牙郎将）六人，有长史、录事参军、司仓、司兵、司骑、司铠等员，军士名射声。唐初沿置，唐高祖武德五年（622年），采用前代领军名别置领军府，改右御卫为右领军卫。唐高宗龙朔二年（662年）称右戎卫。咸亨元年（670年）改为右领军卫。光宅元年（684年）改为右玉钤卫。神龙元年（705年）复名右领军卫。
右领军卫设大将军一人、将军二人、中郎将四人，掌管宫禁宿卫，大朝会则穿青铠甲、弓箭刀楯旗等，为右厢仪仗，次立右威卫之下，翊府之翊卫、外府射声番上者，分配之；分兵主守，知皇城西面助铺和京城、苑城诸门，领翊府及诸折冲府府兵。有长史、录事及仓曹、兵曹、骑曹、胄曹四曹参军，司阶、中候、司戈、执戟等属。翊府有中郎将、郎将、兵曹参军事、校尉、旅帅、队正、副队正等。
- 右领军卫大将军一人，正三品。置上将军之前，为右领军卫长官。掌宫禁宿卫。
- 右领军卫将军二员，从三品。协掌宫禁宿卫。

唐德宗贞元二年（788年）设上将军一人，在大将军之上，从二品，管理宫禁宿卫。
辽朝也设置右领军卫，设大将军、上将军、将军，为加官，领折冲都尉、果毅都尉。
北宋右领军卫上将军、大将军、将军为环卫官，无定员、无职掌，多让宗室担任，也作为武臣赠典或武官责降散官。元丰改制后，改右领军上将军三品为从三品。右领军卫大将军降为正四品，右领军卫将军降为从四品。南宋多不除授，宋孝宗隆兴年间复置右领军卫上将军、大将军、将军。

## 人物
- 612年，右御卫将军张瑾
- 612年，右御卫虎贲郎将卫文升
- 617年，右御卫将军陈棱
- 625年，右领军将军王君廓
- 626年，右领军将军薛万彻
- 638年，右领军大将军执失思力
- 646年，右领军中郎将安永寿
- 654年，右领军郎将薛仁贵
- 659年，右领军中郎将薛仁贵
- 673年，右领军大将军李谨行
- 679年，右领军卫将军花大智
- 680年，右领军中郎将程务挺
- 682年，右领军卫将军薛仁贵
- 686年，右玉钤卫将军阿史那斛瑟罗
- 690年，右玉钤卫大将军张虔勖
- 690年，右玉钤卫大将军薛咄摩
- 692年，右玉钤卫将军张玄遇
- 732年，右领军将军葛福顺
- 779年，右领军大将军王驾鹤
- 792年，右领军柏良器
- 829年，右领军大将军董重质
- 835年，右领军将军仇士良
- 937年，右领军上将军李金全
- 955年，右领军大将军张美